# Erhard Berner
Pour les articles homonymes, voir Berner.
Erhard-Heinrich Berner (né le 12 septembre 1894 à Schellenberg et mort le 25 juillet 1960 à Hanovre) est un Generalmajor allemand qui a servi dans la Heer au sein de la Wehrmacht pendant la Seconde Guerre mondiale.
Il a été récipiendaire de la croix de chevalier de la croix de fer. Cette décoration est attribuée pour récompenser un acte d'une extrême bravoure sur le champ de bataille ou un commandement militaire avec succès.

## Biographie
Erhard Berner intègre le 21 août 1914 le 17e régiment d'uhlans (de) de l'armée saxonne en tant que volontaire.
Erhard Berner est fait prisonnier par les troupes soviétiques en 1945, et reste en captivité jusqu'en 1955.

## Promotions
| Gefreiter         | 7 juillet 1915    |
| Unteroffizier     | 22 septembre 1915 |
| Offiziersaspirant | 1er avril 1917    |
| Vizefeldwebel     | 15 avril 1917     |
| Leutnant          | 28 juin 1917      |
| Hauptmann         | 13 septembre 1934 |
| Major             | 31 mars 1939      |
| Oberstleutnant    | 18 janvier 1942   |
| Oberst            | 8 décembre 1943   |
| Generalmajor      | 15 avril 1945     |

## Décorations
- Croix de fer (1914)
  - 2e classe (18 juin 1915)
  - 1re classe (13 août 1918)
- Croix d'honneur pour combattants 1914-1918 (30 décembre 1934)
- Agrafe de la croix de fer (1939)
  - 2d Class (15 juin 1940)
  - 1st Class (25 novembre 1940)
- Médaille du Front de l'Est
- Agrafe de la liste d'honneur (17 juin 1944)
- Croix allemande en or (24 décembre 1941)
- Croix de chevalier de la croix de fer
  - Croix de chevalier le 18 janvier 1945 en tant que Oberst et commandant du Jäger-Regiment 28[1]